# Технофентезі
Технофентезі (англ. Technofantasy) — специфічний жанр фантастики, піджанр фентезі, описує світи, де технологічні досягнення сусідять з проявами магії, або де наука і магія трансформуються один в одного.
|  | Будь-яка достатньо розвинена технологія не відрізняється від магії. Артур Кларк |

## Визначення
Термін технофентезі введений західним спеціалістом з фантастики Джоном Клютом для конкретизації більш широкого поняття наукове фентезі. Відмінною особливістю технофентезі є те, що техніка просто поєднується з несумісною з нею магією, при цьому ніякого квазінаукового пояснення цьому не дається. Таким чином, за своєю природою технофентезі знаходиться ближче до жанру фентезі.
Джон Клют в ''The Encyclopedia of Science Fiction'' використовує таке визначення технофентезі: фентезі з науковими або технологічними атрибутами та інструментами, але на відміну від наукової фантастики без наукового або псевдонаукового обґрунтування їх існування. Наприклад, Джон Клют відносить до технофентезі такий класичний твір наукової фантастики, як Франкенштейн, оскільки науковим обґрунтуванням в ньому служать лише посилання на таємні сили електрики і роман, за визнанням самої Мері Шеллі, є описом нічного кошмару. Іноді термін технофентезі використовується як синонім стимпанка, який в даному контексті розглядається як казки про альтернативні світи, існуючих на технологічних анахронизмах.

## Наука і чарівництво
Взаємодія науки і чарівництва (англ. Science and Sorcery) — поширений сценарій технофентезі. Борис Невський у своїй статті «Дракони і зорельоти. Різноманітність технофентезі» виділяє 6 способів взаємодії технології і магії, характерних для технофентезі.
1. Магія співіснує з технологією — прості світи науки і магії, де магія і технологія співіснують один з одним. У цьому випадку, як правило, застосовується механічне об'єднання; у ряді творів (наприклад, «Намисто королеви» Терези Еджертон, «Ковадла світу» Кейдж Бейкер, «Не час для драконів» Ніка Перумова і Сергія Лук'яненка та «Війна квітів» Теда Вільямса) чарівні раси, істоти, артефакти і мистецтво просто поєднуються з паровими двигунами, вогнепальною зброєю та залізницями. В одному з варіантів цього напряму технофентезі вигаданий світ спирається на реальну історію, доповнену магією (прикладами цього варіанту є «Кер Кабалла» Генрі Джорджа Сміта і «Очі з срібла» Майкла Стэкпола). І нарешті є варіант, у якому існує самодостатній магічний світ, де технологія існує як даність і навіть має свою космогонію (прикладами такого варіанту є «Домініони Ірта» Альфреда Аттанасіо і «Острів Пустинників» Ліланда Екстона Модезітта).
2. Магія замінює технологію — світи, де чари підміняють собою науку і технологію. У цьому варіанті наука може або бути майже скрізь заміненою чарами (приклад: цикл детективного фентезі Рендалла Гаррета про лорда Дарсі), або повністю витісненою магією (приклад: повість Роберта Гайнлайна «Магія, Інкорпорейтед»). В цьому жанрі роль, яку в цьому світі виконують технічні винаходи, відіграє магія. Наприклад, у романі «Операція „Хаос“» Пола Андерсона замість електрики використовуються Вогні Святого Ельма від «Дженерал Електрик», а замість автомобілів — килими-літаки «Шевроле».
3. Магія протистоїть науці — світи, в яких наука і магія протистоять один одному, прикладом такого твору може служити роман Роджера Желязни «Джек з Тіні», подібне протистояння описується і в його дилогії «Підмінений» — «Одержимий магією».
4. Кіберфентезі — з'єднання кіберпанку і технофентезі, що отримало назву кіберфентезі.
5. «Sword and planet» (Меч і планета) — технофентезійна варіація космічної опери, яка отримала назву «sword and planet» (меч і планета). Представником цього напрямку є вигаданий світ «Warhammer 40,000». До нього також можна віднести твори: «Уламок війни» Лоуренса Уотта-Еванса, «Зоряний щит» Маргарет Уейс і Трейсі Хикмена, «Війна Темряви» Ґлена Кука, «Імперські відьми» Святослава Логінова.
6. Магія змінює науку — суміш наукової фантастики та фентезі, дія якої відбувається у світі, де (наприклад, в результаті катаклізму) наука змінюється магією. Характерним прикладом є серія оповідань Джека Венса «Вмираюча Земля» («Dying earth»); мультсеріал Пендлтона Ворда «Час пригод» («Adventure time»).

## Технофентезі в аніме
Оскільки жанр технофентезі має кілька напрямів, у різних аніме зроблених в цьому стилі вигаданий світ описується по-різному. У деяких творах магія і технологія поєднуються один з одним. Цей напрямок має два різних варіанти: або в технологічному світі є елементи магічного, наприклад надприродні сили у людей (прикладами цього варіанту є «Якийсь магічний індекс», «Триплексоголік» тощо), або в магічному світі є технологія, наприклад зброя або автомобілі, дирижаблі і т. д. (приклади: «Мандрівний замок Хаула», «Ді: мисливець на вампірів» і т. д.). Іншими напрямками є: магічний світ, де технології були в минулому і на момент розгортання твору забуті (приклад: серія ігор «Остання фантазія»), технологічний світ, де магія або вважається неіснуючою, або була в минулому (приклад: аніме «Окультна академія») і два світу, технологічний і магічний, які існують паралельно один одному, а головні герої переходять з одного в інший за допомогою техніки або магії (приклад: аніме «Сталевий алхімік»).